# Đồng bằng Tam Giang

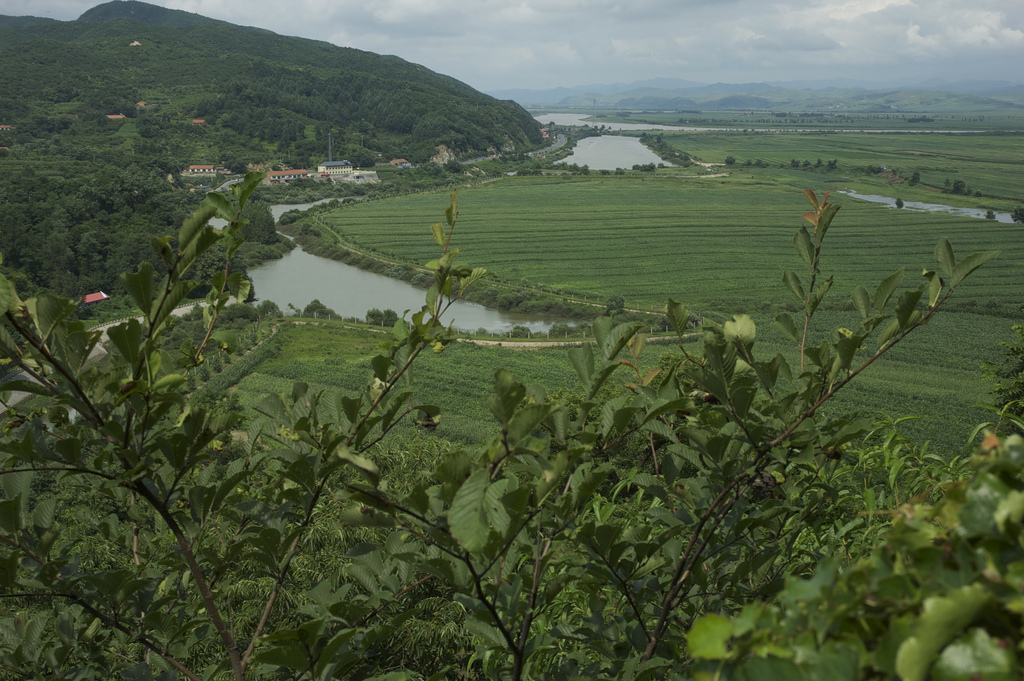
Đồng Bằng Tam Giang

Đồng bằng Tam Giang (tiếng Trung: 三江平原; bính âm: Sānjiāng Píngyuán, Hán Việt: Tam Giang bình nguyên) nằm ở đông bộ tỉnh Hắc Long Giang, Trung Quốc. Đồng bằng nằm ở phía bắc dãy Trường Bạch, phía đông của Tiểu Hưng An Lĩnh, phía nam của Hắc Long Giang, phía tây của Ô Tô Lý Giang, Tùng Hoa Giang chảy qua. Cấu tạo địa chất của đồng bằng là do trầm tích phù sa của ba dòng sông trên bồi đắp nên trong một thời gian dài, và là một bộ phận của bình nguyên Đông Bắc. Đồng bằng Tam Giang giáp giới với Nga và chủ yếu là đầm lầy, nông sản có xuân tiểu mạch. Đồng bằng giàu tài nguyên nước, tổng lượng là 18.764.000 m³, đất canh tác trên đầu người gấp 5 lần bình quân chung của cả nước. Đồng bằng có 2,52 triệu ha rừng tùng bách ở các khu vực đồi núi.
Từ thời "Bắc Đại Hoang" vào trước đây hay "Bắc Đại Thương" ngày nay, đồng bằng Tam Giang về mặt hành chính bao gồm các địa cấp thị Giai Mộc Tư, Hạc Cương, Song Áp Sơn, Thất Đài Hà, Kê Tây tổng cộng 21 huyện (thị) và huyện Y Lan của Cáp Nhĩ Tân. Đồng bằng Tam Giang có cả thảy 52 nông trường quốc hữu và 8 cục rừng công. Tổng diện tích của đồng bằng Tam Giang là 108.900 km², tổng dân số trong vùng đạt 8,6 triệu người, mật độ ước chừng 79 người/km².
Tên gọi "Tam Giang" nghĩa là Hắc Long Giang, Tùng Hoa Giang và Ô Tô Lý Giang, ba dòng sông lớn của vùng Đông Bắc. Ba dòng sông bòi đắp nên một vùng đồng bằng màu mỡ, có địa hình thấp. Mặc dù có vĩ độ cao, nhiệt độ trung bình năm là từ 1 °C-4 °C, những vào mùa hè khá ấm nhiệt độ trung bình tháng cao nhất là 22 °C, lượng mưa hàng năm là 500–600 mm, tập trung từ tháng 6 đến tháng 8, phù hợp cho phát triển nông nghiệp (đặc biệt là lúa gạo và lạc).
Bên dòng Ô Tô Lý Giang có "Đông phương đệ tiếu", là nơi đất nước đón ảnh nắng mặt trời đầu tiên trong ngày, còn gọi là "Hoa Hạ đông cực". Nhiêu Hà, Đồng Giang là nơi người thiểu số Hách Triết tập trung cư trú. Trong lịch sử, đồng bằng Tam Giang là nơi săn bắn và câu cá của người Mãn và người Hách Triết. Cho đến trước khi thành lập nước Trung Quốc mới, khu vực này vẫn là nơi dân cư thưa thớt và toàn đầm lầy nên còn có tên là "Bắc Đại Hoang". Những năm 50 của thế kỷ 20, đã có hơn 140.000 quân nhân xuất ngũ và 450.000 thanh niên tri thức đã "đồng khẩn thủ biên" biến vùng đất hoang vu thành "Bắc Đại Thương" như ngày nay, một vùng sản xuất lương thực trọng yếu của quốc gia với 15 triệu tấn lương thực hàng năm.